# Walking in the Air (Nightwish)
Walking in the Air е името на втория сингъл от албума Oceanborn на финландската метъл група Nightwish. Оригиналът на песента е в изпълнение на Питър Оути.

## Песни
- 1. Walking in the Air (edit)
- 2. Nightquest
- 3. Tutankhamen